# 齊藤瑞樹
齊藤瑞樹（日语：／ Saitō Mizuki，1973年11月14日—2015年9月2日），日本男性配音員。出身於東京都。OFFICE WATT最終所屬。身高172cm。

## 人物
以前隸屬於Production BAOBAB。BAOBAB學園（現Visual Space演員訓練學校）第14期畢業。
2015年4月之前，他還是演劇部隊ChatterGang的成員。過去，他隸屬於劇團雙六。
2015年9月2日，因肺動脈血栓去世，享年41歳。

## 繼任
齊藤逝世後，以下人員接替了這些角色：
- 羽鳥佑（日语：羽鳥佑）—《捍衛戰士》東京電視台版：馬林[注 1]

## 演出
粗體字表示主要角色。

### 電視動畫
2000年
- 幻想魔傳 最遊記（天上人）
- 櫻花大戰TV

2001年
- 刃牙（塞吉歐·西魯巴）
- 人造人009 THE CYBORG SOLDIER（普瓦＝瓦克人·D）
- 旋風的大鏢客（日语：旋風の用心棒）（銀鮫社員、谷田、片桐）
- Z.O.E Dolores, i（日语：Z.O.E Dolores, i）（輸送機操作員）
- 地球防衛家族（店員）
- 小小雪精靈（村民）
- 華麗的機會（日语：チャンス〜トライアングルセッション〜）（鼓手B）
- 巴比倫2世 (2001年版)（鄉田剛）
- 棋魂（2001年—2004年，青木、事務局員、籃球社社員、辻岡二段、外國人、土屋、客人、都筑七段、中山、解說者、事務員、職業棋士、學生、飯店客人、碁會所客人、後援會員、秋山初段[注 2]）1系列 + 特別篇
- 星之卡比（2001年—2003年，塔戈、甘格、囚犯〈德隆〉、垃圾回收業者、牧羊人、奧塔克〈小豬〉、艾克瑟、莫·塔克桑）

2002年
- 笑園漫畫大王（甘栗屋的老爺爺）
- 犬夜叉（侍）
- 足球小將翼 (2001年版)（卡利梅羅）
- 銀河戰警（男孩B）
- G-on少女騎士團（岡薩雷斯、外國人、男子A、男子B、老爹、老人〈夫〉）
- 巴狼1號
- 狐狸秀丸（日语：フォルツァ!ひでまる）（跳六、拜森）
- 炎之蜃氣樓（男學生A）

2003年
- TEXHNOLYZE（日语：TEXHNOLYZE）（工廠刺客）
- 妄想科學美少女（作業員B、運送員、導演、妖精 等）
- 魯邦三世：寶物返還大作戰（日语：ルパン三世 お宝返却大作戦!!）

2004年
- B傳說！戰鬥彈珠人（B僧侶）
- 忘却的旋律（男性客人）

2005年
- 火影忍者（卡多的手下、草隠村忍者）

2006年
- 爆球Hit！轟烈彈珠人（金龍）
- 魯邦三世：七日狂想曲（日语：ルパン三世 セブンデイズ・ラプソディ）（庫克斯）

2008年
- 古代王者 恐龍王 翼龍傳說（路易13世）

2012年
- 輕鬆百合♪♪（學生）

### OVA
- 怪童丸（日语：怪童丸）（2001年）
- 低俗靈DAYDREAM（日语：低俗霊DAYDREAM）（2004年，管理人）

### 遊戲
- 7 BLADES（日语：7BLADES）（2000年，時藏）
- 愛神餐館2（日语：ビストロ・きゅーぴっと#ビストロ・きゅーぴっと2）（2003年，領導者）
- 拉吉亞達物語（日语：ラジアータ ストーリーズ）（2005年，甘茲·洛特席爾特）
- 末日之戰（2007年）
- 極速快感（2015年）

### 廣播劇CD
- 輝夜姬（信夫）
- SNOW VOL.3 LEGEND STORY
- 天使禁獵區 星幽界篇-1（上級天使1）
  - 天使禁獵區 地獄篇-2（亞巴頓）
- 霸王愛人（日语：覇王・愛人）（襲擊者2）
- 狂野歷險 Advanced 3rd（日语：ワイルドアームズ アドヴァンスドサード）（摩根）

### BLCD
- 愛與欲望在學園（SM老師）
  - 愛與欲望在學園3（李的父親）
- Escort（男）
- 疵〈Scandal〉（中井和久）
- 黑羽和鵙目（隆志[4]）
- GENE 被撕裂的天使（皇帝）
- 尋找愛情小偷！（專務）
- SEX PISTOLS 1（則夫的親戚）
- 沒有人愛我（社長[5]）
- Punch↑（親方）
  - Punch↑ 2、3（トメさん）
- 自私的獵人（里村）

### 外語配音

#### 電影
- 非關男孩
- 成名在望
- 現代啟示錄 ※特別完整版。
- 出奇制勝（英语：Ballistic: Ecks vs. Sever）（聯邦調查局特工阿迪斯）
- 戰火情人（英语：Beyond Borders (film)）
- 舞動人生 ※DVD版。
- 東西對對碰（英语：East Is East (1999 film)）
- 八腳怪 ※影碟版。
- 狂熱（英语：Fever (1999 film)）
- 老大慢半拍（英语：Flawless (1999 film)）（雷文）
- 粉身碎骨飛車黨（英语：Gone in 60 Seconds (1974 film)） ※VHS、DVD版。
- 彩票追緝令（英语：Le Boulet）
- 金法尤物
- 愛是您·愛是我（東尼、邁克爾）
- 辣妹過招（達米安·萊伊）
- 第四期計劃（英语：Phase IV (2002 film)）
- 決戰猩球 ※影碟版。
- 騎彈飛行（英语：Riding the Bullet (film)）
- 史酷比2：怪獸偷跑
- 來跳舞吧Shall We Dance?（弗恩〈奧瑪·本森·米勒〉）※影碟版。
- 辣妹愛宅男（德文〈內特·托倫斯〉）
- 蜘蛛人
- 蜘蛛人3
- 魔法靈貓（英语：The Cat in the Hat (film)）
- 駭客任務系列（貝恩、柯特）※劇院公映版。
  - 駭客任務：重裝上陣（傑克斯、維爾姆）
  - 駭客任務完結篇：最後戰役
- 百萬大飯店（英语：The Million Dollar Hotel）
- 獵豹行動（英语：The Nest (2002 film)）
- 啟示錄之末世終極密碼（英语：The Omega Code）
- 吸血情聖（英语：The Wisdom of Crocodiles）
- 雷鳥神機隊6（英语：Thunderbirds 6）（彼得）※DVD版。
- 捍衛戰士（馬林）※東京電視台版。
- 震撼教育（保羅刑警〈Dr. Dre〉）

#### 電視影集
- 金剛戰士：銀河戰隊（英语：Power Rangers Lost Galaxy）（庫巴克）
- 加油！桑妮（格萊迪·麥可〈道·布羅許〉）
  - 鬧青春（格萊迪·麥可〈道·布羅許〉）

#### 動畫
- 大頭仔天空（英语：Hey Arnold!）（西蒙斯老師）
- 鯊魚黑幫

## 腳註

## 外部連結
- （日語）—齊藤瑞樹的官方個人部落格。
- ，存于 （日語）—goo人名事典
- 齊藤瑞樹 （页面存档备份，存于） （日語）—allcinema（日语：allcinema）